# Andrzej Rutka
Andrzej Rutka (ur. 13 listopada 1881 w Piekarach, zm. 1 kwietnia 1942) – polski rolnik, polityk i działacz społeczny, poseł na Sejm III kadencji w II RP z ramienia Stronnictwa Narodowego.

## Życiorys
Ukończył szkołę powszechną w Skęczniewie.
W latach 1903-1907 odbywał służbę wojskową w artylerii armii rosyjskiej (m.in. w Temir-Chan-Szura na Kaukazie), gdzie dosłużył się stopnia sierżanta. Po odbyciu służby powrócił powrócił do Skęczniewa, gdzie pracował w rodzinnym gospodarstwie rolnym. W 1908 został delegatem na Zjazd Delegatów Stowarzyszeń Spożywców. Był współorganizatorem Stowarzyszenia Spożywców ,,Praca’’. W 1910 roku został sekretarzem zarządu kółka rolniczego w Skęczniewie. W czasie I wojny światowej założył i przez kilka lat kierował Biblioteką Publiczną w Piekarach. W latach 1917-1918 uczestniczył w tajnych spotkaniach Stronnictwa Narodowo-Demokratycznego.
Od 1919 był radnym gminy Piekary i członkiem sejmiku oraz powiatowego w Turku. Aktywnie działał społecznie: był członkiem kółka rolniczego i Gminnej Kasy Pożyczkowej oraz członkiem Dozoru Szkolnego gminy Piekary. W 1928 roku został prezesem Kółka Rolniczego w Skęczniewie. W wyborach w 1930 został wybrany posłem na Sejm z listy nr 4 (Lista Narodowa) w okręgu wyborczym nr 16 (Kalisz). W Sejmie zasiadł w Klubie Narodowym.
Po wybuchu II wojny światowej został wywłaszczony z gospodarstwa rolnego przez władze niemieckie i zmuszony do korzystania ze wsparcia i gościny krewnych. Ostatnie lata życia naznaczone były postępującą gruźlicą. Zmarł 1 kwietnia 1942 i został pochowany na cmentarzu w Skęczniewie.

## Rodzina
Był synem Andrzeja, rolnika, i Marianny z domu Makówka. W 1907 ożenił się z Józefą Miłosz. Mieli razem osiem córek: Pelagię, Jadwigę, Helenę, Annę, Janinę, Józefę, Stanisławę i Marię.